# Davide penitente

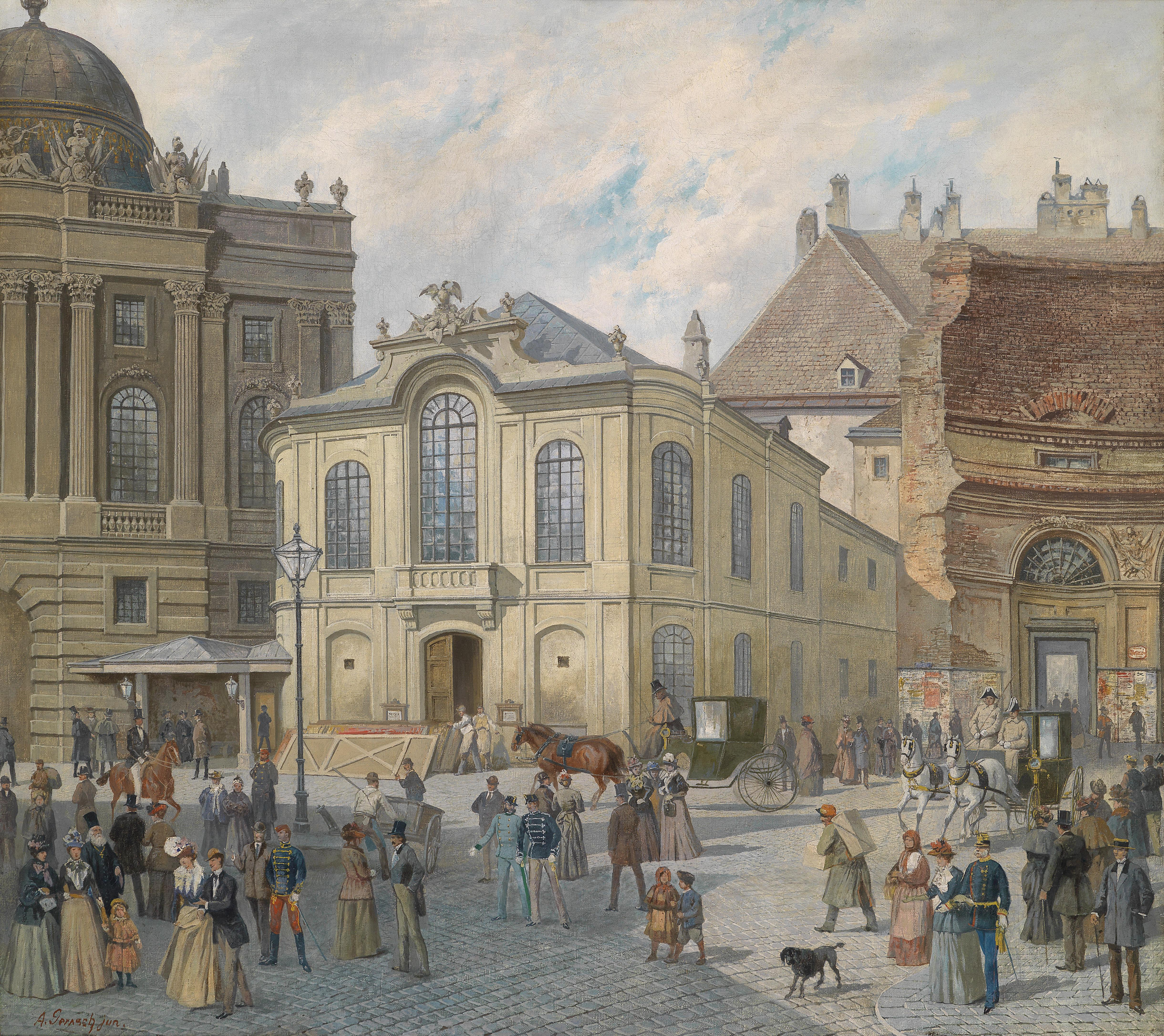
le Burgtheater, où fut créée l'oeuvre de Mozart en 1785.

Davide penitente, K. 469, est une cantate composée par Wolfgang Amadeus Mozart. L'œuvre a été commandée à Mozart par la Wiener Tonkünstler-Societät en 1785 et a été créée au Burgtheater de Vienne le 13 mars 1785.

## Livret
Le thème de l'œuvre est basée sur le Premier livre de Samuel de l'Ancien Testament.  Le texte a été longtemps attribué à Lorenzo da Ponte. Cependant, il est désormais reconnu que le texte est tiré d'une traduction en italien des psaumes par Saverio Mattei (1742–1795).

## Structure
Le Davide penitente n'est pas construit sur une trame concrète. Il contient des arias de style opéra et des chœurs d'une grande difficulté technique. Huit numéros sont des reprises musicales de sa messe en ut mineur, K.427. Deux arias (A te, fra tanti affanni and Fra l'oscure ombre funeste) et la cadence du dernier mouvement (Chi in dio sol spera) ont été composés pour l'œuvre.
La cantate Davide penitente comporte 10 parties:
1. Chœur: Alzai le flebili voci al signor, Andante moderato, en do mineur , à , 94 mesures
2. Chœur: Cantiam le glorie e le lodi, Allegro vivace, en do majeur, à , 60 mesures
3. Aria: Lungi le cure ingrate, Allegro aperto, en fa majeur, à , 143 mesures
4. Chœur: Sii pur sempre benigno, Adagio, en la mineur, à , 12 mesures
5. Dueto: Sorgi, o signore, Allegro moderato, en ré mineur, à , 99 mesures
6. Aria: A te, fra tanti affanni, Andante, en si bémol majeur, à 3/4 ➜ Allegro (mesure 75) à , 160 mesures
7. Chœur: Se vuoi, puniscimi, Largo, en sol mineur, à , 56 mesures
8. Aria: Fra l'oscure ombre funeste, Andante, en do mineur, à 3/8 ➜ Allegro (mesure 72), en do majeur, à , 191 mesures
9. Terzetto: Tutte le mie speranze, Allegro, en sol majeur, à , 171 mesures
10. Chœur: Chi in Dio sol spera, Andante, en do majeur, à  ➜ (mesure 7) à , 242 mesures

## Orchestration
Lorsque Mozart est chargé de créer cette cantate, il est trop pris par ses leçons et ses exécutions de concert. C'est pourquoi il réutilise les matériaux de sa Grande messe en do mineur composée en 1783. 
| Instrumentation de Davide penitente K. 469)                                  |
| Voix                                                                         |
| Solo : soprano, alto, ténor, baryton Chœur : sopranos, altos, ténors, basses |
| Cordes                                                                       |
| premiers violons, seconds violons, violoncelles, contrebasses                |
| Bois                                                                         |
| 2 hautbois, 2 bassons                                                        |
| Cuivres                                                                      |
| 2 cors en do, 2 trompettes en do (clarines), 3 trombones                     |
| Percussions                                                                  |
| 2 timbales en do et sol                                                      |
| Clavier                                                                      |
| orgue                                                                        |